# Abisara caerulea
Abisara caerulea är en fjärilsart som beskrevs av Riley 1932. Abisara caerulea ingår i släktet Abisara och familjen Riodinidae. Inga underarter finns listade i Catalogue of Life.